# Pyronia latepicta
Pyronia latepicta är en fjärilsart som beskrevs av Charles Oberthür 1915. Pyronia latepicta ingår i släktet Pyronia och familjen praktfjärilar. Inga underarter finns listade.